# Сталь-2
Футбольний клуб «Сталь-2» — український футбольний клуб з міста Алчевська Луганської області. Фарм-клуб алчевської «Сталі».

## Всі сезони в незалежній Україні
| Сезон   | Чемпіонат     | Чемпіонат | Чемпіонат | Чемпіонат | Чемпіонат | Чемпіонат | Чемпіонат | Чемпіонат | Кубок | Кубок | Кубок | Кубок | Кубок | Кубок | Кубок | Примітка                              |
| Сезон   | Ліга          | Місце     | І         | В         | Н         | П         | М         | О         | Етап  | І     | В     | Н     | П     | М     | О     | Примітка                              |
| ------- | ------------- | --------- | --------- | --------- | --------- | --------- | --------- | --------- | ----- | ----- | ----- | ----- | ----- | ----- | ----- | ------------------------------------- |
| 2000/01 | Друга Група В | 15 з 16   | 30        | 8         | 1         | 21        | 24−49     | 25        | —     | —     | —     | —     | —     | —     | —     |                                       |
| 2001/02 | Друга Група В | 13 з 18   | 34        | 10        | 6         | 18        | 35−45     | 36        | —     | —     | —     | —     | —     | —     | —     |                                       |
| 2002/03 | Друга Група В | 15 з 15   | 28        | 3         | 2         | 23        | 9−22      | 11        | —     | —     | —     | —     | —     | —     | —     | Після першого кола знялася із змагань |
| Всього  | Друга         | 3 сезони  | 92        | 21        | 9         | 62        | 68−116    | 51        | —     | —     | —     | —     | —     | —     | —     |                                       |